# Ollei
Ollei (también Konlei, Konrei, Olei) es una localidad de Palaos en el estado de Ngarchelong.

## Demografía
Según estimación 2010 contaba con una población de 250 habitantes.